# Nome du Cobra

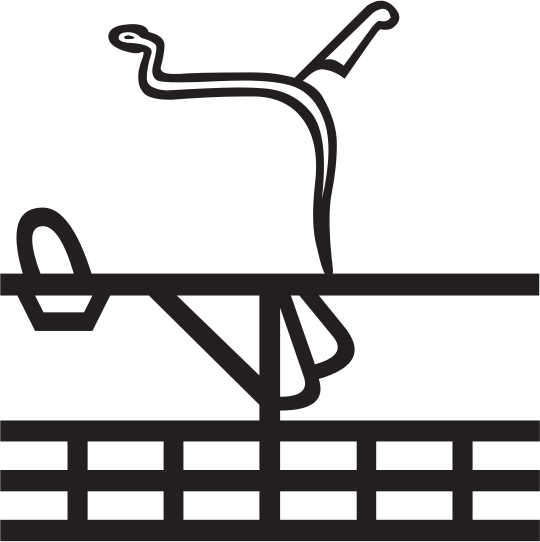
Hiéroglyphe symbole du Nome.

Le nome du Cobra (wȝḏt) est l'un des 42 nomes (division administrative) de l'Égypte antique. C'est l'un des vingt-deux nomes de la Haute-Égypte et il porte le numéro dix.

## Géographie
Ce nome faisait près de 32 km de long selon la liste des nomes de Sésostris Ier. Le nome ne présentait pas d'intérêt particulier si ce n'est qu'entre Matmar et Hemamieh, c'est-à-dire au niveau de Badari, la plaine inondable s'élargissait, ce qui faisait de la zone une région agricole importante. Le nome était situé entre le nome de Min (9e) au sud et, au nord, le nome de Seth (11e) côté rive occidentale et le nome de la Vipère de montagne (12e) côté rive orientale,.

## Histoire
La région est très anciennement habitée, comme l'atteste les nécropoles de Deir Tasa et de Badari qui permirent de définir deux nouvelles cultures, le « tassien » et le « badarien » qui précéda la culture de Nagada. Le fait que la région, pourtant prélude à cette culture nagadéenne, ne développa de stratification sociale aussi intense que les régions plus méridionales est peut-être dû à la mauvaise situation géographique qui l'écarta des routes commerciales principales. Il est à noter qu'à la fin de la période prédynastique, la zone la plus densément peuplée, d'abord située entre Matmar au nord et Hemamieh au sud (c'est-à-dire autour de Badari), se déplaça vers une zone plus méridionale, entre Hemamieh au nord et El-Etmania au sud. 
La ville d'Antaeopolis, la capitale du nome pendant la période pharaonique, est connue pour ses nécropoles. Elles sont occupées depuis a minima la IIIe dynastie jusqu'à la période ptolémaïque. Les tombes de la Première Période intermédiaire sont emplies d'armes, ce qui suggère l'univers guérier dans lequel évoluaient les habitants du nome de l'époque. Des tombes de nomarques datées du Moyen Empire, dont celles de Ouahka Ier, Ibou et Ouahka II sont quant à elle remarquables pour leur taille. La grandiosité de ces tombes semblent montrer que ces normarques ont résisté mieux que leurs voisins à l'affaiblissement du pouvoir des nomarques au cours de la XIIe dynastie. La ville est en tout cas connu pour son important temple de période ptolémaïque détruit au XIXe siècle de notre ère ; ce temple était dédié principalement à Nemty.

## Divinités locales

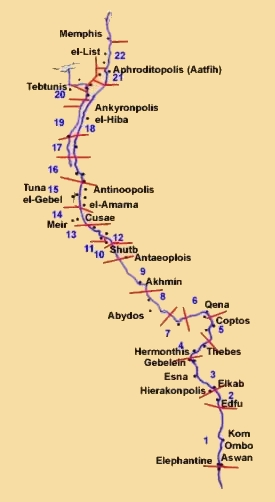
Les nomes de Haute-Égypte

À Antaeopolis, un grand temple ptolémaïque de calcaire de Ptolémée IV Philopator et Arsinoé III, agrandi et restauré sous Ptolémée VI Philométor puis Marc Aurèle,. L'édifice était principalement dédié à Nemty, qui représentait une fusion guerrière de Seth et Horus. Nephtys était la déesse principale qui était vénérée dans ce temple, ou peut-être dans un sanctuaire annexe, comme étant la contrepartie féminine de Nemty.
À Per-Ouadjet (en), la divinité principale était le dieu Mahès.
Quant à Aboutig, la principale divinité était Hathor.

## Lieux principaux
- Per-Ouadjet (en) (Aphroditopolis)
- Matmar (nécropole)
- Mostagedda (en) (nécropole)
- Deir Tasa (nécropole)
- Aboutig
- Badari (nécropole)
- Antaeopolis
- Hemamieh (nécropole)
- El-Etmania